# Boris Chtcherbakov
Boris Chtcherbakov (en russe : Борис Васильевич Щербаков), né le 11 décembre 1949 à Léningrad en Union soviétique), est un acteur russe.

## Filmographie partielle
- 1980 : À travers les ronces vers les étoiles (Через тернии к звёздам) de Richard Viktorov
- 1984 : L'Invitée du futur (Гостья из будущего) de Pavel Arsenov
- 1985 : Bataille de Moscou (Битва за Москву) de Youri Ozerov
- 1985 : Valentin et Valentina (Валентин и Валентина) de Gueorgui Natanson
- 1986 : Pierre le Grand (Peter the Great) de Marvin J. Chomsky
- 1988 : Aelita, ne pristavaï k moujtchinam (Аэлита, не приставай к мужчинам) de Gueorgui Natanson
- 1988 : Les Voleurs dans la loi (Воры в законе) de Iouri Kara
- 1991 : Moï loutchchi droug gueneral Vassili, syne Iossifa (Мой лучший друг — генерал Василий, сын Иосифа) de Victor Sadovski
- 1996 : La Reine Margot (Королева Марго) de Alexandre Mouratov
- 1997 : Khotchou v tiourmou (Хочу в тюрьму) de Alla Sourikova
- 2013 : Le Légendaire no 17 (Легенда № 17) de Nikolaï Lebedev

## Récompenses et nominations

### Récompenses
- 1994 : Artiste du peuple de la fédération de Russie[1]